# E-Prix de Diriyah de 2021
El e-Prix de Diriyah de 2021 fueron las primeras dos rondas de la temporada 2020-21 de Fórmula E, disputadas los días 26 y 27 de febrero de aquel año en el circuito callejero de Al-Diriyah, en Diriyah (Arabia Saudita). Fue la primera carrera nocturna en la historia de la Fórmula E. Nyck de Vries fue el vencedor de la carrera 1, seguido de Edoardo Mortara y Mitch Evans. Mientras que la carrera 2 fue ganada por Sam Bird, seguido de Robin Frijns y António Félix da Costa.

## Carrera 1

### Entrenamientos Libres

#### Libres 1

##### Resultados[2]
| Pos. | N.º | Piloto          | Escudería                        | Mejor tiempo |
| ---- | --- | --------------- | -------------------------------- | ------------ |
| 1    | 17  | Nyck de Vries   | Mercedes EQ Formula E Team       | 1:08.693     |
| 2    | 36  | André Lotterer  | TAG Heuer Porsche Formula E Team | 1:09.281     |
| 3    | 11  | Lucas di Grassi | Audi Sport ABT Schaeffler        | 1:09.327     |
| 4    | 48  | Edoardo Mortara | ROKIT Venturi Racing             | 1:09.392     |
| 5    | 22  | Oliver Rowland  | Nissan e.dams                    | 1:09.419     |

#### Libres 2

##### Resultados[2]
| Pos. | N.º | Piloto            | Escudería                        | Mejor tiempo |
| ---- | --- | ----------------- | -------------------------------- | ------------ |
| 1    | 17  | Nyck de Vries     | Mercedes EQ Formula E Team       | 1:08.583     |
| 2    | 5   | Stoffel Vandoorne | Mercedes EQ Formula E Team       | 1:08.760     |
| 3    | 48  | Edoardo Mortara   | ROKIT Venturi Racing             | 1:08.836     |
| 4    | 22  | Oliver Rowland    | Nissan e.dams                    | 1:08.887     |
| 5    | 36  | André Lotterer    | TAG Heuer Porsche Formula E Team | 1:08.955     |

### Clasificación

#### Resultados[3]
| Pos. | N.º | Piloto                 | Escudería                        | GS         | SP       | Parrilla |
| ---- | --- | ---------------------- | -------------------------------- | ---------- | -------- | -------- |
| 1    | 17  | Nyck de Vries          | Mercedes EQ Formula E Team       | 1:08.786   | 1:08.157 | 1        |
| 2    | 99  | Pascal Wehrlein        | TAG Heuer Porsche Formula E Team | 1:08.885   | 1:08.821 | 2        |
| 3    | 33  | René Rast              | Audi Sport ABT Schaeffler        | 1:08.959   | 1:08.869 | 3        |
| 4    | 48  | Edoardo Mortara        | ROKIT Venturi Racing             | 1:08.798   | 1:09.317 | 4        |
| 5    | 94  | Alex Lynn              | Mahindra Racing                  | 1:09.133   | 1:09.345 | 5        |
| 6    | 20  | Mitch Evans            | Jaguar Racing                    | 1:09.152   | 1:09.706 | 6        |
| 7    | 36  | André Lotterer         | TAG Heuer Porsche Formula E Team | 1:09.157   |          | 7        |
| 8    | 10  | Sam Bird               | Jaguar Racing                    | 1:09.265   |          | 8        |
| 9    | 28  | Maximilian Günther     | BMW i Andretti Motorsport        | 1:09.277   |          | 9        |
| 10   | 22  | Oliver Rowland         | Nissan e.dams                    | 1:09.362   |          | 10       |
| 11   | 29  | Alexander Sims         | Mahindra Racing                  | 1:09.559   |          | 11       |
| 12   | 71  | Norman Nato            | ROKIT Venturi Racing             | 1:09.628   |          | 12       |
| 13   | 8   | Oliver Turvey          | NIO 333 Formula E Team           | 1:09.631   |          | 13       |
| 14   | 27  | Jake Dennis            | BMW i Andretti Motorsport        | 1:09.723   |          | 14       |
| 15   | 5   | Stoffel Vandoorne      | Mercedes EQ Formula E Team       | 1:10.128   |          | 15       |
| 16   | 11  | Lucas di Grassi        | Audi Sport ABT Schaeffler        | 1:10.474   |          | 16       |
| 17   | 23  | Sébastien Buemi        | Nissan e.dams                    | 1:10.594   |          | 17       |
| 18   | 13  | António Félix da Costa | DS Techeetah                     | 1:10.735   |          | 18       |
| 19   | 25  | Jean-Éric Vergne       | DS Techeetah                     | 1:10.804   |          | 19       |
| 20   | 7   | Sérgio Sette Câmara    | Dragon/Penske Autosport          | 1:21.445   |          | 20       |
| 21   | 37  | Nick Cassidy           | Envision Virgin Racing           | 1:22.020   |          | 21       |
| 22   | 88  | Tom Blomqvist          | NIO 333 Formula E Team           | 1:23.165   |          | 22       |
| 23   | 6   | Nico Müller            | Dragon/Penske Autosport          | 1:24.955   |          | 23       |
| 24   | 4   | Robin Frijns           | Envision Virgin Racing           | Sin tiempo |          | 24       |

### Carrera

#### Resultados[3]
| Pos. | N.º | Piloto                 | Escudería                        | Vueltas | Tiempo/Retirado    | Parrilla | Puntos |
| ---- | --- | ---------------------- | -------------------------------- | ------- | ------------------ | -------- | ------ |
| 1    | 17  | Nyck de Vries          | Mercedes EQ Formula E Team       | 34      | 46:44.765          | 1        | 25+4   |
| 2    | 48  | Edoardo Mortara        | ROKIT Venturi Racing             | 34      | +4.119             | 4        | 18     |
| 3    | 20  | Mitch Evans            | Jaguar Racing                    | 34      | +4.619             | 6        | 15     |
| 4    | 33  | René Rast              | Audi Sport ABT Schaeffler        | 34      | +4.852             | 3        | 12+1   |
| 5    | 99  | Pascal Wehrlein        | TAG Heuer Porsche Formula E Team | 34      | +7.962             | 2        | 10     |
| 6    | 22  | Oliver Rowland         | Nissan e.dams                    | 34      | +9.318             | 10       | 8      |
| 7    | 29  | Alexander Sims         | Mahindra Racing                  | 34      | +9.686             | 11       | 6      |
| 8    | 5   | Stoffel Vandoorne      | Mercedes EQ Formula E Team       | 34      | +9.973             | 15       | 4      |
| 9    | 11  | Lucas di Grassi        | Audi Sport ABT Schaeffler        | 34      | +11.089            | 16       | 2      |
| 10   | 8   | Oliver Turvey          | NIO 333 Formula E Team           | 34      | +15.518            | 13       | 1      |
| 11   | 13  | António Félix da Costa | DS Techeetah                     | 34      | +16.225            | 18       |        |
| 12   | 27  | Jake Dennis            | BMW i Andretti Motorsport        | 34      | +17.025            | 14       |        |
| 13   | 23  | Sébastien Buemi        | Nissan e.dams                    | 34      | +17.273            | 17       |        |
| 14   | 71  | Norman Nato            | ROKIT Venturi Racing             | 34      | +17.312            | 12       |        |
| 15   | 25  | Jean-Éric Vergne       | DS Techeetah                     | 34      | +18.402            | 19       |        |
| 16   | 36  | André Lotterer         | TAG Heuer Porsche Formula E Team | 34      | +18.417            | 7        |        |
| 17   | 4   | Robin Frijns           | Envision Virgin Racing           | 34      | +18.822            | 24       |        |
| 18   | 88  | Tom Blomqvist          | NIO 333 Formula E Team           | 34      | +19.072            | 22       |        |
| 19   | 37  | Nick Cassidy           | Envision Virgin Racing           | 34      | +19.951            | 21       |        |
| 20   | 7   | Sérgio Sette Câmara    | Dragon/Penske Autosport          | 33      | +20.174            | 20       |        |
| 21   | 6   | Nico Müller            | Dragon/Penske Autosport          | 29      | +20.586            | PL       |        |
| Ret  | 28  | Maximilian Günther     | BMW i Andretti Motorsport        | 21      | Accidente          | 9        |        |
| Ret  | 10  | Sam Bird               | Jaguar Racing                    | 3       | Daños por colisión | 8        |        |
| Ret  | 94  | Alex Lynn              | Mahindra Racing                  | 0       | Colisión           | 5        |        |

## Carrera 2

### Entrenamientos Libres

#### Libres 3

##### Resultados[4]
| Pos. | N.º | Piloto                 | Escudería                  | Mejor tiempo |
| ---- | --- | ---------------------- | -------------------------- | ------------ |
| 1    | 4   | Robin Frijns           | Envision Virgin Racing     | 1:07.294     |
| 2    | 17  | Nyck de Vries          | Mercedes EQ Formula E Team | 1:07.440     |
| 3    | 37  | Nick Cassidy           | Envision Virgin Racing     | 1:07.451     |
| 4    | 22  | Oliver Rowland         | Nissan e.dams              | 1:07.454     |
| 5    | 13  | António Félix da Costa | DS Techeetah               | 1:07.512     |

### Clasificación

#### Resultados[3]
| Pos. | N.º | Piloto                 | Escudería                        | GS         | SP       | Parrilla |
| ---- | --- | ---------------------- | -------------------------------- | ---------- | -------- | -------- |
| 1    | 4   | Robin Frijns           | Envision Virgin Racing           | 1:07.810   | 1:07.889 | 1        |
| 2    | 7   | Sérgio Sette Câmara    | Dragon/Penske Autosport          | 1:08.333   | 1:08.178 | 2        |
| 3    | 10  | Sam Bird               | Jaguar Racing                    | 1:08.384   | 1:08:405 | 3        |
| 4    | 8   | Oliver Turvey          | NIO 333 Formula E Team           | 1:08.424   | 1:08.439 | 4        |
| 5    | 88  | Tom Blomqvist          | NIO 333 Formula E Team           | 1:08.367   | 1:08.732 | 5        |
| 6    | 6   | Nico Müller            | Dragon/Penske Autosport          | 1:08.432   | 1:09.060 | 6        |
| 7    | 25  | Jean-Éric Vergne       | DS Techeetah                     | 1:08.471   |          | 7        |
| 8    | 23  | Sébastien Buemi        | Nissan e.dams                    | 1:08.544   |          | 8        |
| 9    | 94  | Alex Lynn              | Mahindra Racing                  | 1:08.632   |          | 9        |
| 10   | 13  | António Félix da Costa | DS Techeetah                     | 1:08.649   |          | 10       |
| 11   | 37  | Nick Cassidy           | Envision Virgin Racing           | 1:08.733   |          | 11       |
| 12   | 28  | Maximilian Günther     | BMW i Andretti Motorsport        | 1:08.797   |          | 12       |
| 13   | 22  | Oliver Rowland         | Nissan e.dams                    | 1:08.798   |          | 13       |
| 14   | 29  | Alexander Sims         | Mahindra Racing                  | 1:08.876   |          | 14       |
| 15   | 11  | Lucas di Grassi        | Audi Sport ABT Schaeffler        | 1:08.970   |          | 15       |
| 16   | 99  | Pascal Wehrlein        | TAG Heuer Porsche Formula E Team | 1:09.601   |          | 16       |
| 17   | 27  | Jake Dennis            | BMW i Andretti Motorsport        | 1:11.194   |          | 17       |
| 18   | 20  | Mitch Evans            | Jaguar Racing                    | 1:13.868   |          | 18       |
| 19   | 33  | René Rast              | Audi Sport ABT Schaeffler        | 1:13.954   |          | 19       |
| 20   | 17  | Nyck de Vries          | Mercedes EQ Formula E Team       | Sin tiempo |          | 20       |
| 21   | 48  | Edoardo Mortara        | ROKIT Venturi Racing             | Sin tiempo |          | 21       |
| 22   | 5   | Stoffel Vandoorne      | Mercedes EQ Formula E Team       | Sin tiempo |          | 22       |
| 23   | 71  | Norman Nato            | ROKIT Venturi Racing             | Sin tiempo |          | 23       |
| 24   | 36  | André Lotterer         | TAG Heuer Porsche Formula E Team | Sin tiempo |          | 24       |

### Carrera

#### Resultados[3]
| Pos. | N.º | Piloto                 | Escudería                        | Vueltas | Tiempo/Retirado | Parrilla | Puntos |
| ---- | --- | ---------------------- | -------------------------------- | ------- | --------------- | -------- | ------ |
| 1    | 10  | Sam Bird               | Jaguar Racing                    | 29      | 39:50.836       | 3        | 25     |
| 2    | 4   | Robin Frijns           | Envision Virgin Racing           | 29      | +2.194          | 1        | 18+4   |
| 3    | 13  | António Félix da Costa | DS Techeetah                     | 29      | +6.900          | 9        | 15     |
| 4    | 7   | Sérgio Sette Câmara    | Dragon/Penske Autosport          | 29      | +12.817         | 2        | 12     |
| 5    | 6   | Nico Müller            | Dragon/Penske Autosport          | 29      | +13.924         | 6        | 10     |
| 6    | 8   | Oliver Turvey          | NIO 333 Formula E Team           | 29      | +15.523         | 4        | 8      |
| 7    | 22  | Oliver Rowland         | Nissan e.dams                    | 29      | +16.389         | 13       | 6      |
| 8    | 11  | Lucas di Grassi        | Audi Sport ABT Schaeffler        | 29      | +20.612         | 15       | 4      |
| 9    | 17  | Nyck de Vries          | Mercedes EQ Formula E Team       | 29      | +22.482         | 20       | 2+1    |
| 10   | 99  | Pascal Wehrlein        | TAG Heuer Porsche Formula E Team | 29      | +25.395         | 16       | 1      |
| 11   | 36  | André Lotterer         | TAG Heuer Porsche Formula E Team | 29      | +27.257         | 24       | 0      |
| 12   | 25  | Jean-Éric Vergne       | DS Techeetah                     | 29      | +28.846         | 7        | 0      |
| 13   | 5   | Stoffel Vandoorne      | Mercedes EQ Formula E Team       | 29      | +29.112         | 22       | 0      |
| 14   | 37  | Nick Cassidy           | Envision Virgin Racing           | 29      | +33.079         | 10       | 0      |
| 15   | 29  | Alexander Sims         | Mahindra Racing                  | 29      | +43.885         | 14       | 0      |
| 16   | 71  | Norman Nato            | ROKIT Venturi Racing             | 29      | +48.192         | 23       | 0      |
| 17   | 33  | René Rast              | Audi Sport ABT Schaeffler        | 29      | +1:06.254       | 19       | 0      |
| 18   | 88  | Tom Blomqvist          | NIO 333 Formula E Team           | 29      | +1:09.508       | 5        | 0      |
| Ret  | 23  | Sébastien Buemi        | Nissan e.dams                    | 26      | Accidente       | 8        | 0      |
| Ret  | 28  | Maximilian Günther     | BMW i Andretti Motorsport        | 26      | Accidente       | 11       | 0      |
| Ret  | 20  | Mitch Evans            | Jaguar Racing                    | 26      | Accidente       | 18       | 0      |
| Ret  | 94  | Alex Lynn              | Mahindra Racing                  | 26      | Accidente       | 12       | 0      |
| Ret  | 27  | Jake Dennis            | BMW i Andretti Motorsport        | 16      | Accidente       | 17       | 0      |
| DNS  | 48  | Edoardo Mortara        | ROKIT Venturi Racing             | 0       | Herido          | 21       | 0      |

- Debido al fuerte choque entre Mitch Evans y Alex Lynn, la organización de la carrera sacó la bandera roja y al faltar 2:41 minutos y una vuelta, se decidió no continuar con el e-Prix.[5]
- Jean-Éric Vergne fue sancionado con 24 segundos de penalización, porque por la bandera roja que suspendió el e-Prix no pudo activar su segundo "Attack Mode".[6]

## Clasificaciones tras la ronda
| Pos. | Piloto                 | Puntos |
| ---- | ---------------------- | ------ |
| 1    | Nyck de Vries          | 32     |
| 2    | Sam Bird               | 25     |
| 3    | Robin Frijns           | 22     |
| 4    | Edoardo Mortara        | 18     |
| 5    | António Félix da Costa | 15     |

| Pos. | Equipo                                   | Puntos |
| ---- | ---------------------------------------- | ------ |
| 1    | Jaguar Racing                            | 40     |
| 2    | Mercedes-EQ Formula E Team               | 36     |
| 3    | Envision Virgin Racing                   | 22     |
| 4    | Dragon / Penske Autosport                | 22     |
| 5    | Audi Sport ABT Schaeffler Formula E Team | 19     |